# Vladimir Nikiforov (bokser)
Vladimir Nikiforov (ur. 8 maja 1986) – estoński bokser, zdobywca brązowego medalu na Mistrzostwach Europy Juniorów 2006 w Warszawie, mistrz Estonii w kategorii lekkiej z roku 2006, 2008, 2009 oraz wicemistrz z roku 2005.
W roku 2008 startował na Mistrzostwach Europy 2008 w Liverpoolu. Odpadł już w pierwszej walce, przegrywając (0:10) z Ukraińcem Wasylem Łomaczenką, który został złotym medalistą tego turnieju.
W roku 2009 reprezentował Estonię na Mistrzostwach Świata 2009 w Mediolanie, dochodząc do 1/32 finału.
Trzykrotnie startował w turnieju Tammer w Tampere, uzyskując najlepszy rezultat w 2005, kiedy doszedł do półfinału.